# Ophiocordyceps sinensis
Ophiocordyceps sinensis (anteriormente conocido como Cordyceps sinensis) es un hongo entomopatógeno (es decir, que crece como parásito en los insectos) endémico de las regiones montañosas del Tíbet y Nepal. Parasita larvas de la familia Hepialidae, del género Thitarodes, y produce una excrecencia utilizada por la medicina tradicional como remedio herbal. Contiene arsénico y otros metales pesados, lo que lo hace potencialmente tóxico. Por consiguiente, su fabricación y ventas están estrictamente reguladas por la Administración de Alimentos y Medicamentos de China desde 2016.
El hongo germina en la larva viviente, la mata y la momifica. Luego emerge del cadáver un corpúsculo fructífero parecido a un tallo marrón oscuro que tiene unos pocos centímetros de largo y se endereza en posición vertical.
Su nombre en inglés es 'caterpillar fungus' (hongo oruga) o 'yartsa gunbu' (en tibetano: དབྱར་ རྩྭ་ དགུན་ W, Wylie: dbyar rtswa dgun 'bu, literalmente "gusano de invierno, hierba de verano") o como dōng chóng xià cǎo (chino: 冬蟲夏草).
Se clasifica como hongo medicinal, y su uso tiene una larga historia en la medicina tradicional china, así como en la medicina tradicional tibetana. El corpúsculo de hongo-oruga intacto, recolectado a mano, es apreciado por los herbolarios como medicina y afrodisíaco, y debido a su costo, su uso también es un símbolo de estatus. Varias cepas fermentables de Ophiocordyceps sinensis aisladas por científicos chinos se han desarrollado encultivos comerciales tanto en China como en Vietnam.
Las reservas naturales de Ophiocordyceps sinensis han disminuido considerablemente los últimos años, lo que sumado a su alto precio ha provocado que se cultive en laboratorio el micelio de este hongo, que es la versión habitualmente usada en los suplementos alimenticios basados en Cordyceps sinensis.

## Beneficios para la salud

### Mejora del desempeño físico
En un estudio del 2010, se estudió el efecto del Cs-4 (Cordyceps sinensis) en el desempeño del ejercicio físico en personas mayores. Veinte sujetos de entre 50 a 75 años participaron en un estudio doble ciego controlado con placebo. Los participantes consumieron el suplemento 3 veces al día durante 12 semanas, después de lo cual los umbrales metabólicos y respiratorios se incrementaron significativamente.

### Protección hepática y cardíaca
Un ensayo del 2014, realizado en animales, estudió los efectos protectores del Ophiocordyceps sinensis de lesiones en el hígado y el corazón comúnmente vistos en individuos con enfermedad renal crónica. Luego de un tratamiento de 8 semanas con Cordyceps sinensis, el estudio concluyó que se había atenuado significativamente el daño hepático y cardíaco.

### Mejoramiento de la función sexual
Un estudio mostró que, cuando se suministró un suplemento de Ophiocordyceps sinensis a 22 hombres durante 8 semanas, se mostró un aumento del 33% en el recuento de espermatozoides, una disminución del 29% en las malformaciones de los mismos y un aumento del 79% en la tasa de supervivencia espermática.Se parece al rebozuelo (Cantharellus cibarius), comestible, con el que no debe confundirse.

## Valorización y consecuencias
El mercado de Cordyceps superó el billón de dólares en el año 2022.
Desde principios de la década de 1970, el precio de un kilogramo de cordyceps de alta calidad se ha multiplicado por cuarenta mil, alcanzando hasta 110.000 dólares por kilogramo. El resultado ha sido una fiebre de gusanos particularmente intensa (pues solo se dan unas semanas al año) en las márgenes del Himalaya, incluyendo Qinghai históricamente una de las regiones más pobres del continente asiático.
El tamaño, el color, la simetría, la proporción de tallo a cuerpo, la frescura y cualquier otra variable que los haga menos comunes o visualmente atractivos influyen en el precio del hongo. Los mejores se venden a precios que superan las seis cifras por kilogramo. Los menos estéticos se muelen para obtener polvo y elaborar suplementos y aditivos en otros productos.
Al año 2025 no pueden registrarse incentivos o medidas punitivas formales para motivar un modelo sostenible en torno a este negocio. El impacto del cambio climático en este tipo de "pastoreo" ha resultado en un ejemplo crítico para garantizar la supervivencia de grupos étnicos tradicionales en el contexto de nuevos ecosistemas.   